# Ubriaco di te
Ubriaco di te è un singolo del cantautore italiano Dargen D'Amico, pubblicato il 15 giugno 2022 come unico estratto dalla riedizione del decimo album in studio Nei sogni nessuno è monogamo.

## Video musicale
Il video, diretto da Matteo Colombo, è stato reso disponibile il 17 giugno 2022 sul canale YouTube dell'artista.

## Tracce
Testi di Jacopo Matteo Luca D'Amico, Edwyn Roberts, Gianluigi Fazio, musiche di Edwyn Roberts, Gianluigi Fazio.
1. Ubriaco di te – 3:42

## Classifiche
| Classifica (2022) | Posizione massima |
| ----------------- | ----------------- |
| Italia            | 89                |